# Dimítrios Eleftherópoulos
Dimítrios Eleftherópoulos (en grec : Δημήτριος Ελευθερόπουλος), souvent appelé Dimítris Eleftherópoulos (Δημήτρης Ελευθερόπουλος), est un footballeur international grec (12 sélections) né le 7 août 1976 au Pirée.

## Carrière joueur
- 1994-1995 : Olympiakos  Grèce
- 1995-1996 : AO Proodeftiki  Grèce
- 1996-2004 : Olympiakos  Grèce
- 2004-2005 : FC Messine  Italie
- 2005-2006 : Milan AC  Italie
  - 2005-2006 : AS Rome  Italie (prêt)
- 2006-2007 : Ascoli Calcio 1898  Italie
- 2007-2009 : AC Sienne  Italie
- 2009-2010 : PAS Giannina  Grèce
- 2010-2011 : Iraklis Thessalonique  Grèce
- 2011-déc. 2011 : Paniónios GSS  Grèce

## Carrière entraineur
- 2012-fév. 2013 :  Paniónios GSS
- 2013-déc. 2013 :  AEK Larnaca
- jan. 2015-2015 :  Olympiakos Volos
- sep. 2015-jan. 2016 :  Panthrakikos FC
- jan. 2016-2016 :  PAE Veria
- sep. 2016-fév. 2017 :  Asteras Tripolis